# Surrey South (circonscription britanno-colombienne)
Pour les articles homonymes, voir Surrey.
Circonscription électorale provinciale du Canada
Surrey South est une circonscription provinciale de la Colombie-Britannique représentée à l'Assemblée législative de la Colombie-Britannique depuis 2017.

## Géographie
En 2020, la circonscription représente une partie de la ville de Surrey dans le district régional du Grand Vancouver.

## Liste des députés
| Législature                                                                   | Années                                                                        | Député                                                                        | Député                                                                        | Parti                                                                         |
| Surrey South Circonscription issue de Surrey-Cloverdale et de Surrey-Panorana | Surrey South Circonscription issue de Surrey-Cloverdale et de Surrey-Panorana | Surrey South Circonscription issue de Surrey-Cloverdale et de Surrey-Panorana | Surrey South Circonscription issue de Surrey-Cloverdale et de Surrey-Panorana | Surrey South Circonscription issue de Surrey-Cloverdale et de Surrey-Panorana |
| ----------------------------------------------------------------------------- | ----------------------------------------------------------------------------- | ----------------------------------------------------------------------------- | ----------------------------------------------------------------------------- | ----------------------------------------------------------------------------- |
| 41e                                                                           | 2017–2020                                                                     |                                                                               | Stephanie Cadieux (en)                                                        | Libérale                                                                      |
| 42e                                                                           | 2020-2022                                                                     |                                                                               | Stephanie Cadieux (en)                                                        | Libérale                                                                      |
| 42e                                                                           | 2022-2023                                                                     |                                                                               | Elenore Sturko (en)                                                           | Libérale                                                                      |
| 42e                                                                           | 2023–2024                                                                     |                                                                               | Elenore Sturko (en)                                                           | BC United                                                                     |
| 42e                                                                           | 2024–2024                                                                     |                                                                               | Elenore Sturko (en)                                                           | Conservateur                                                                  |
| 43e                                                                           | 2024-en cours                                                                 |                                                                               | Brent Chapman (en)                                                            | Conservateur                                                                  |

## Résultats électoraux

Frontière de la circonscription en 2015.